# Giannis Papaioannou
Giannis (Yannis) Andreou Papaioannou (18. januar 1913 i Kios i Lilleasien (Gemlik på tyrkisk) – 3. august 1972 i Athen, Grækenland) var en græsk komponist og lærer. 
Papaioannou har skrevet mange sange , fem symfonier og orkesterværker. 
Han komponerede i tolvtone stil , men hans 3 symfoni er dog i seriel stil; Han skrev også sange i den græske musikform rembetika: Rampi-rampi (cadirimin ustune), Karapiperim, Pente Ellines Ston Adi, Kapetan Andreas Zeppo, Modistroula, Prin To Charama Monachos og Fovamai Mi Se Chaso.
Papaioannou omkom i en bilulykke i Grækenland i 1972.

## Udvalgte værker
- Symfoni nr. 1 (1946) - for orkester
- Symfoni nr. 2 (1947) - for orkester
- Symfoni nr. 3 (1953) - for orkester
- Symfoni nr. 4 (1963) - for orkester
- Symfoni nr. 5 (1964) - for orkester

## Eksterne kilder og henvisninger
- Om Giannis Papaioannou på musicweb-international.com